# علی سلاجقه
علی سلاجقه (زادهٔ ۱۳۴۶ رابر) سیاستمدار ایرانی و استاد تمام دانشگاه تهران است که از سال ۱۴۰۰ تا ۱۴۰۳ معاون رئیس‌جمهور و رئیس سازمان حفاظت محیط زیست در دولت سیزدهم بود. وی در ۱۱ مهر ۱۴۰۰ با حکم سید ابراهیم رئیسی به‌عنوان معاون رئیس‌جمهور و رئیس سازمان حفاظت محیط زیست منصوب شد.

## تحصیلات
وی دارای مدرک کارشناسی در رشته مهندسی منابع طبیعی - آبخیزداری (۱۳۷۰)، کارشناسی ارشد در رشته مهندسی آبخیز - سیلاب (۱۳۷۳) و دکترای علوم مهندسی آبخیز - مهندسی رودخانه (۱۳۸۳) از دانشگاه تهران است. او همچنین دورهٔ پسادکتری را در رشته مهندسی منابع آب - ردپای آب در دانشگاه مرکز فلوریدا آمریکا تحت نظر کاوه مدنی گذرانده است. وی در دانشگاه تهران به تدریس می‌پردازد.

## سوابق
- استاد تمام دانشگاه تهران
- عضو هیئت ممیزه دانشگاه تهران
- رئیس دانشکده منابع طبیعی دانشگاه تهران از سال ۱۳۸۶ تا ۱۳۸۸
- رئیس پردیس منابع طبیعی و کشاورزی دانشگاه تهران از سال ۱۳۹۲ تا ۱۳۹۵
- عضو هیئت امنای منطقه یک پژوهشی کشور از سال ۱۴۰۰ تا کنون
- عضو هیئت امنای سازمان تحقیقات و آموزش کشاورزی و منابع طبیعی کشور از سال ۱۴۰۰ تا ۱۴۰۳
- عضو هیئت امنای دانشگاه ارومیه از سال ۱۴۰۰ تا کنون
- عضو هیئت امنای دانشگاه ولایت از سال ۱۴۰۰ تا ۱۴۰۳
- عضو هیئت امنای دانشگاه جیرفت از سال ۱۴۰۰ تا کنون
- عضو هیئت امنای پژوهشگاه هواشناسی و علوم جو کشور از سال ۱۴۰۱ تا کنون
- عضو هیئت امنای پژوهشکده حفاظت خاک و آبخیزداری کشور
- رئیس هیئت امنای پژوهشکده محیط زیست و توسعه پایدار از سال ۱۴۰۰ تا ۱۴۰۳
- دبیر شورایعالی محیط زیست کشور از سال ۱۴۰۰ تا ۱۴۰۳
- عضو شوراهای عالی محیط زیست، انرژی، آب، صنایع دریایی، مکران، سلامت و امنیت غذایی و … از سال ۱۴۰۰ تا ۱۴۰۳
- انتشار حدود ۴۰۰ مقاله علمی پژوهشی در نشریات و کنفرانس‌های داخلی و بین‌المللی
- سردبیر و مدیر مسول چندین مجله علمی - پژوهشی
- معاون وزیر و رئیس سازمان جنگل‌ها، مراتع و آبخیزداری کشور (از تیر ۱۳۸۹ تا مرداد ۱۳۹۰)[۶]
- مدیر کل مشارکت‌های مردمی سازمان محیط زیست کشور (از سال ۱۳۸۵ تا ۱۳۸۶)[۵]
- مدیر کل دفتر اقتصاد محیط زیست سازمان محیط زیست کشور (از آذر ۱۳۸۵ تا آذر ۱۳۸۶)
- دبیر کمیته ملی توسعه پایدار سازمان محیط زیست کشور (از سال ۱۳۸۵ تا ۱۳۸۶)
- رئیس اتحادیه انجمن‌های علمی منابع طبیعی و محیط زیست ایران (از سال ۱۳۹۳ تا کنون)
- رئیس انجمن آبخیزداری ایران
- عضو کمیسیون تخصصی کشاورزی و منابع طبیعی هیئت ممیزه دانشگاه تهران (از سال ۱۳۹۸ تا ۱۴۰۰)
- عضو هیئت‌امنای پژوهشکده سوانح طبیعی کشور (از آبان ۱۳۹۹ تا کنون)

از جمله سوابق اجرایی وی است.

## رویکرد در مورد گسترش خانه‌سازی

### در دوره ریاست سازمان حفاظت محیط زیست
سلاجقه در ۱۱ مهر سال ۱۴۰۰ ریاست سازمان حفاظت محیط زیست ایران را بر عهده گرفت. در این دوره رویکرد این سازمان در مورد خانه‌سازی و توسعه مناطق مسکونی مطابق آموزه‌های متعارف علم مهندسی محیط زیست، منابع طبیعی و اقتصاد محیط زیست بود و سازمان حفاظت محیط زیست و شورای عالی محیط زیست به بررسی موردی طرح‌های گسترش ساخت محلات مسکونی و ویلاسازی و تایید یا رد استفاده از زمین‌های در نظر گرفته شده برای این طرح‌ها بر اساس الزامات محیط زیستی پرداخت و رویکرد رد یا تایید کلی گسترش خانه‌سازی و تخصیص زمین‌ برای اینکار در اقلیم عمدتا بیابانی با پوشش گیاهی ضعیف ایران طبق دنبال نشد که نشانگر فاصله گرفتن از رویکرد‌های نامتعارف و نوظهور به مسئله منابع طبیعی و محیط زیست است که در برخی دوره‌ها در این سازمان دنبال می‌شد. برای این منظور، در مواردی سلاجقه شخصاً برای بررسی موردی این طرح‌ها به بازدید از آن‌ها می‌رفت. در این دوره سازمان حفاظت محیط زیست با بسیاری از پروژه‌ها و مکان‌های انتخاب شده برای پروژه‌های ساخت مسکن و سایر ساخت و سازها مخالفت کرد یا خواستار تغییر الگو ساخت و ساز یا مسیر‌های دسترسی به این مکان‌ها شد و با طرح‌های ساخت و ساز در مناطق حفاظت شده یا خارج از این مناطق که به شکل غیراصولی بودند مخالفت نمود و جلوی آن‌ها را گرفت.
همچنین در این دوره طرح مسکن محیط بانان دنبال شد و برنامه‌ریزی شد تا پایان دوره قانونی دولت سیزدهم و ریاست سلاجقه بر سازمان محیط زیست، هیچ محیط‌بانی بدون مسکن نباشد. همچنین در این دوره پروژه پتروشیمی میانکاله با پیگیری این سازمان به شکل قانونی به کل متوقف شد.
به گفته سلاجقه، دولت سیزدهم در ایران دو تا میثاق داشته که یک اینکه توسعه، فرع بر محیط زیست است و دوم اینکه هیچ پروژه عمرانی بدون اجازه محیط زیست کلنگ نخواهد خورد. ضمن اینکه قانون حفاظت و بهره‌برداری پایدار در دستور کار است. در این دوره، برنامه تحولی سازمان محیط زیست در دولت سیزدهم اجرا شد که سعی شد رویکرد تقابلی در این سازمان تحت تاثیر برخی دیدگاه‌های رادیکال به موضوع محیط زیست با سایر بخش‌های دولت و جامعه، جای خود را به رویکرد همکاری و هم‌افزایی برای توسعه پایدار داده و «تقابل بین (سازمان حفاظت) محیط زیست و توسعه رفع شود» و با اعلام این تغییر رویکرد، خواستار همکاری بیشتر سایر نهادها با این سازمان شدند.

### در دوره ریاستسازمان جنگل‌ها، مراتع و آبخیزداری
علی سلاجقه در تیر ۱۳۸۹ ریاست سازمان جنگل‌ها، مراتع و آبخیزداری کشور را بر عهده گرفت. مهم‌ترین موضوع مطرح شده در این دوره، اختلاف با سایر اعضای هیئت دولت در مورد طرح باغشهر و گسترش خانه‌سازی به صورت ویلایی و خانه‌‌باغ در ایران بود که ماه‌ها حل نشده بین اعضای هیئت دولت باقی ماند. در این اختلاف، سلاجقه با رویکرد صفر و صدی، به کل با تخصیص مساحت کمی از زمین‌های در مالکیت این سازمان در پهنه سرزمین ایران که عمدتا بیابانی است برای طراحی و اجرای محلات مسکونی در طرح باغشهر مخالفت می‌کرد. با حل نشدن این اختلاف، وی بعد از ۴۰۰ روز  ریاست سازمان جنگل‌ها، مراتع و آبخیزداری کشور در ۱۱ مرداد ۱۳۹۰ از این سمت کنار گذاشته شد. همچنین اختلاف با صادق خلیلیان، وزیر وقت جهاد کشاورزی و موضوع تفکیک سازمان جنگل‌ها از دیگر دلایل نیمه‌کاره ماندن ریاست سلاجقه بر ریاست سازمان جنگل‌ها، مراتع و آبخیزداری کشور عنوان شده است. طرح باغ‌شهر شامل تغییر الگوی شهرسازی ایران با الهام از الگوی شهرسازی حومه‌شهری آمریکا، استرالیا، انگلستان و ... با تغییراتی متناسب با اقلیم و فرهنگ ایران بود تا در سراسر کشور محلات ویلایی حومه‌شهری یا شهرک‌ها به شکل خانه‌باغ و باغ‌ویلا ساخته شود. در این طرح زمین‌ها با مساحت‌های مختلف تا حداکثر ۲۰۰۰ متر مربع برای خانه‌باغ سازی تخصیص می‌یافت که اینکار برای تامین نیاز تمام جمعیت ایران به این نوع خانه‌ها نیاز به استفاده از ۲ میلیون هکتار از ۳۰ میلیون هکتار زمین مناسب شناسایی شده برای اینکار داشت که زمین‌هایی عمدتا بیابانی یا با پوشش گیاهی ضعیف در حومه شهرها یا دور از آن‌ها بود که در مالکیت سازمان منابع طبیعی قرار داشتند. در این دوره درنتیجه برخی کمپین‌های گروه‌های سیاسی مخالف دولت وقت و همچنین پیروان برخی نظریات نامتعارف محیط زیستی که ضد توسعه‌ و اقتصاد متعارف محیط زیست بودند، بسیاری از جمله رهبری ایران را همراه کردند که با این طرح مخالفت کنند و در نهایت از خارج از دولت و توسط حکم رهبری و شورای عالی معماری و شهرسازی با این طرح مخالفت شد. از اهداف طرح باغ‌شهر، بهبود چشمگیر محیط زیست انسانی در مناطق مسکونی ایران و به خصوص کلانشهرهای موجود ایران بود که با انتقال افراد غیرضرور در کلانشهرها به حومه‌ کلانشهرها یا شهرک‌های جدید ویلایی و جذاب برای زندگی در نقاط مناسب دور از شهرها انجام می‌شد. مساحت تخصیص زمین به هر خانوار در این طرح در ابتدا ۱۰۰۰ متر بود که بعدها کاهش یافت و مخالفان بر مساحت بالای این تخصیص زمین‌ها اشاره می‌کردند.

## دیدگاه‌ها
وی از مخالفان ساختار کنونی منابع طبیعی و محیط زیست کشور است و معتقد است سازمان جنگل‌ها، مراتع و آبخیزداری نباید زیرمجموعه وزارت جهاد کشاورزی باشد. او همچنین تأکید می‌کند وجود شکاف در قوانین و منسوخ بودن آنها سبب سوء استفاده افراد سودجو برای تعرض به منابع طبیعی شده است.